# Domingo Gil
Domingo Gil Blanco, más conocido como Mingo Gil (Montbrió de Tarragona, Tarragona, 10 de abril de 1960), es un expiloto español de motociclismo de velocidad que destacó en competiciones estatales durante la década de 1980, después de haberse dado a conocer el 1978 al ganar la primera edición del Critèrium Solo Moto. Durante su carrera consiguió entre otros éxitos un Campeonato de España de resistencia (1980) y un Subcampeonato de España de velocidad (1982). A banda, las temporadas de 1985 y 1986 disputó el Campeonato del Mundo de velocidad en la categoría de los 80cc como piloto oficial de Autisa.
Actualmente, ya retirado de la competición, reside a Reus y trabaja de delegado de la casa de lubricantes Gulf en la zona de Tarragona.

## Biografía
Apasionado por las carreras de motociclismo de competición desde pequeño, Gil heredó la Derbi Tricampeona 49 cc de sueño germano Rafael y la transformó estéticamente en una moto de competición.
El 1978, a 18 años, al enterarse de la creación por parte de la revista barcelonesa Solo Moto de un nuevo campeonato para principiantes, el Critèrium Solo Moto AGV (programado a tres carreras para motocicletas de 250cc) le compró una Montesa Blitz al piloto Ferran Prous y se  presentó, proclamándose campeón ante más de 200 inscritos (entre los cuales el futuro Campeón del mundo de 250cc, Sito Pons). El premio para el ganador del Critèrium consistía en una motocicleta Arisco de 250cc y una plaza dentro del potente equipo de carreras de la escudería JJ-Recmo para la temporada siguiente. El 1979, pues, integrado al equipo de JJ y con Pere Xammar de compañero, siguió el Campeonato de España de velocidad en la categoría de 250cc, pilotando la Siroko con motor de Yamaha TZ 250 de Antonio Cobas. Debido a varias averías no consiguió ningún resultado destacado.
El 1980 continuó dentro de la escudería JJ (ahora acontecida JJ Brando), todo participante con José María Mallol y Carlos Cardús de compañeros al Campeonato de España (Mallol equipado con una Yamaha y Gil y Cardús con sendas Siroko). Al mismo tiempo, con Cardús de compañero participó en el Campeonato de España de Resistencia con una Montesa 360cc, consiguiendo finalmente el campeonato en la categoría hasta 500cc. Al campeonato estatal de velocidad repitió los males resultados del año anterior por culpa de las averías.
El 1981 siguió dentro de JJ-Brando con los mismos compañeros y la misma moto (a pesar de que ahora la Siroko iba equipada con motor Rotax en vez de Yamaha). Aquel año tuvo que ir a hacer el servicio militar, pero aun así las pocas carreras que pudo correr se saldaron con buenos resultados. El 1982, acabada la "mili", consiguió un lugar al equipo de competición "Le Mans" para competir junto a Benjamín Grau con una Yamaha TZ 250. Aquella temporada logró muy buenos resultados al campeonato estatal, victoria incluida, y  quedó finalmente subcampeón detrás de Carles Cardús.
El 1983, habiéndose disuelto el equipo "Le Mans", Gil decidió de seguir con la moto del año anterior a pesar de haber quedado desfasada. Participa también a las Motociclismo Series con una Suzuki 1000 cc, consiguiendo grandes resultados y proclamándose ganador final. El 1984 tuvo varios problemas y tuvo que cambiar a menudo de equipo, corriendo otro golpe con motos anticuadas en velocidad, a pesar de que en la resistencia tuvo más suerte y entró al equipo Folch Endurance para pilotar una Yamaha FJ 1100. Por otro lado, revalidó la victoria final a las Motociclismo Series.
El 1985 fichó por Autisa para disputar el mundial de 80cc, con Juan Ramón Bolart de compañero, pero saldó su primera temporada internacional con muchas averías y caídas. A pesar de todo, consiguió algún resultado destacado como por ejemplo el sexto lugar en Le Mans. En cuanto a la resistencia, siguió al equipo Folch con una Yamaha FZ 750.
El 1986, su segundo año al mundial con el equipo Autisa, tanto él como Bolart sufrieron varias averías (Gil pudo acabar solo 3 carreras) y, además, al final de la temporada Autisa decidir dejarlo sin moto de cara a la siguiente, cediéndole a Luis Miguel Reyes la que le tendría que haber correspondido a él. En vistas de la situación y atendida la carencia de patrocinadores y de equipo para 1987, a finales de año Gil decidió retirarse definitivamente de la competición.

## Resultados en el Campeonato del Mundo
Sistema de puntuación desde 1969 hasta 1987:
| Posición | 1.º | 2.º | 3.º | 4.º | 5.º | 6.º | 7.º | 8.º | 9.º | 10.º |
| Puntos   | 15  | 12  | 10  | 8   | 6   | 5   | 4   | 3   | 2   | 1    |

### Por temporada
| Temp.   | Cat. | Moto   | Carreras | Victorias | Podios | Poles | V.Ráp. | Pts | Pos  |
| ------- | ---- | ------ | -------- | --------- | ------ | ----- | ------ | --- | ---- |
| 1985    | 80cc | Autisa | 1        | 0         | 0      | 0     | 0      | 5   | 16.º |
| 1986    | 80cc | Autisa | 3        | 0         | 0      | 0     | 0      | 5   | 18.º |
| Total   |      |        | 4        | 0         | 0      | 0     | 0      | 10  |      |
| fuente: |      |        |          |           |        |       |        |     |      |

## Palmarés
- 1978
  - Campeón de España Júnior (Copa RFME)
  - Ganador del Y Critèrium Solo Moto-AGV
- 1980
  - Campeón de España de Resistencia 500cc
- 1982
  - Subcampeón de España de velocidad 250cc
- 1983
  - Ganador de las Motociclismo Series (F1 Prototipos)
- 1984
  - Ganador de las Motociclismo Series (F1 Siluetas)

Fuente